# Dolmen von Langwedel
 Der Dolmen von Langwedel Westensee im Kreis Rendsburg-Eckernförde in Schleswig-Holstein wurde von R. Renner unter einem Knick entdeckt und ausgegraben. Es handelt sich um einen Rechteckdolmen mit halbhohem Eintritt, der im Jahre 1963 von Gottfried Schäfer nachuntersucht wurde. Die Megalithanlage der Trichterbecherkultur (TBK) entstand zwischen 3500 und 2800 v. Chr.

## Beschreibung

### Kammer
Die Ost-West gerichtete Kammer war innen etwa 2,5 m lang und 1,2 m breit. Der Endstein und Decksteine fehlen. Neben dem auf der Schmalseite gelegenen Zugang waren auf jeder Seite drei leicht nach innen geneigte Tragsteine in situ. Im Norden stand zwischen zwei 0,8–1,0 m breiten Steinen ein nur 0,4 m breiter Findling. Auf der Eintrittsseite waren nebeneinander eine flache Platte und ein Schwellenstein etwa 70 cm eingetieft. Die Lücken zwischen den Tragsteinen waren oberflächlich mit Rollsteinen und Steinplatten gefüllt.

### Boden
Der Kammerboden war sorgfältig mit handgroßen Rollsteinen und Steinplatten gepflastert. Das etwas schräg liegende Pflaster lag auf dem gewachsenen Boden. Auf dem Pflaster lag eine 2–4 cm starke Schicht gebrannter Feuerstein. Die Kammerummantelung bestand aus einer Flintschüttung z. T. mit Lehmverstrich, am Fuß der Tragsteine und einer Packung faust- bis kopfgroßer Rollsteine, welche stellenweise bis zur halben Höhe der Tragsteine reichte.

## Funde
Bei der Untersuchung durch R. Renner wurden nur das Bruchstück eines quadratischen Flintmeißels, eine Flintklinge mit beidseitiger Endretusche und die Randscherbe einer Keramik gefunden.